# 札幌西郵便局
札幌西郵便局（さっぽろにしゆうびんきょく）は北海道札幌市西区山の手5条1丁目3-1にある郵便局。民営化前の分類では集配普通郵便局であった。

## 沿革
- 1886年（明治19年）4月22日 - 琴似村（ことにむら）郵便受取所として開設[1]。
- 1894年（明治27年）3月31日 - 廃止。
- 1902年（明治35年）2月1日 - 琴似郵便受取所として再設置。
- 1905年（明治38年）4月1日 - 琴似郵便局（三等）となる。
- 1949年（昭和24年）4月1日 - 宮ノ森郵便局の廃止に伴い、取扱事務を承継[2]。
- 1951年（昭和26年）12月 - 局舎落成。
- 1959年（昭和34年）6月1日 - 特定郵便局から普通郵便局に局種別改定[3]。
- 1963年（昭和38年）10月27日 - 和文電報配達事務を札幌西電報電話局に移管。
- 1966年（昭和41年）10月 - 局舎新築落成。
- 1990年（平成2年）8月13日 - 現在の局舎が落成。同時に札幌西郵便局に改称。
- 1995年（平成7年）4月1日 - 西野簡易郵便局の廃止に伴い、取扱事務を承継。
- 1997年（平成9年）6月23日 - 外国通貨の両替および旅行小切手の売買に関する業務取扱を開始。
- 2007年（平成19年）10月1日 - 民営化に伴い、併設された郵便事業札幌西支店に一部業務を移管。
- 2012年（平成24年）10月1日 - 日本郵便株式会社の発足に伴い、郵便事業札幌西支店を札幌西郵便局に統合。
- 2017年（平成29年）4月1日 - ゆうゆう窓口の24時間営業を廃止。

## 取扱内容
- 郵便、印紙、ゆうパック、チルドゆうパック、内容証明
- 貯金、為替、振替、振込、国際送金、外貨両替、国債、投資信託
- 生命保険、バイク自賠責保険、自動車保険、がん保険、引受条件緩和型医療保険、変額年金保険
- 地方公共団体事務（札幌市敬老優待乗車証の交付、札幌市家庭用指定袋の交付）
- ゆうちょ銀行ATM
- 札幌市西区内の集配業務
- ゆうゆう窓口

## 周辺
- 札幌市西区役所
- 札幌市西区民センター
- 札幌市立琴似中学校
- 琴似発寒川

## アクセス
- 札幌市営地下鉄東西線 琴似駅から西へ約900m（徒歩約11分）、JR函館本線 琴似駅から南西へ約1.5km（徒歩約17分）
- ジェイ・アール北海道バス（札樽線、琴似営業所）、北海道中央バス（新川営業所） 発寒橋停留所
- 札樽自動車道 新川ICから南西へ約4km、札幌西ICから南東へ約3km
- 駐車場あり：11台